# Skala-Podilska
Skala-Podilska (în ucraineană Скала-Подільська) este o așezare de tip urban din raionul Borșciv, regiunea Ternopil, Ucraina. În afara localității principale, nu cuprinde și alte sate.

## Demografie
Componența lingvistică a așezării de tip urban Skala-Podilska
     Ucraineană (96,23%)
     Rusă (3%)
     Alte limbi (0,24%)
Conform recensământului din 2001, majoritatea populației așezării de tip urban Skala-Podilska era vorbitoare de ucraineană (96,23%), existând în minoritate și vorbitori de rusă (3%).